# Bibliografie Josefa Sudka
Bibliografie Josefa Sudka je velmi rozsáhlá. K jeho významným publikacím poválečného období patří Katedrála svatého Víta v obrazech Josefa Sudka a zejména kniha panoramatických fotografií Praha panoramatická.
- 1922–1924 Praha, 10 náladových fotografií. Praha. (Signováno autorem).
- 1928 Svatý Vít. S předmluvou Jaroslava Durycha. Družstevní práce, Praha. (15 originálních fotografií autora, v nákladu 120 kopií, signováno a číslováno).
- 1929 Československo, Přírodní, umělecké a historické památky. Díl I. Praha. Typografie Slavoboj Tusar. Melantrich, Praha. (Včetně portfolia sedmi fotografií.)
- 1930 Orbis 1931. Orbis, Praha. (Kalendář 12 fotografií Prahy s fotomontáží na obálce).
- 1932 Kalendář Družstevní práce 1933. Družstevní práce, Praha. Czech Gallery Edition, No. VI. Hlubotisk Václav Neubert. (27 fotografií autora, vybral a seřadil Ladislav Sutnar).
- 1933 Josef Sudek – Vánoce 1933. Družstevní práce, Praha. Czech Gallery Edition, No. X. (12 pohlednic v obálce.)
- 1938 Novák, Arne. Praha barokní. František Borový. Praha. (České, francouzské a německé vydání. 18 fotografií studentů Státní grafické školy v Praze.)
- 1939 Zemský ráj to na pohled… Praha. Upravil Ivan Nedoma. (České a německé vydání. Kalendář na rok 1940 s 12 fotografiemi autora.)
- 1939 Praze 1939. Lis Knihomilův. Vol. 7. (Fotografie autora ze srpna 1938. 150 číslovaných výtisků, hlubotisk.)
- 1943 Wirth, Zdeněk: Pražské zahrady. Václav Poláček, Praha. (Fotografie Josefe Sudka a dalších).
- 1943 Moderní česká fotografie, Album deseti původních snímků. S textem Karla Teigeho. Národní práce Praha. (Originální fotografie Josefa Sudka, Josefa Ehma, Jaromíra Funkeho, Miroslava Háka a Karla Plicky. Náklad 50 kopií, číslováno.)
- 1944 Klášter v Břevnově. Václav Poláček. S texty O. J. Blažíčka, J. Čeřovského E. Pocha. (56 fotografií, z toho 29 od Josefa Sudka).
- 1945 Pražský kalendář 1946, Kulturní ztráty Prahy 1939-1945. S úvodem Zdeňka Wirtha. Václav Poláček, Praha. (52 fotografií včetně obálky.)
- 1946 Kubíček, Alois: Pražské paláce. Václav Poláček, Praha. (108 fotografií Josefa Sudka.)
- 1947 Sudek Josef: Magic in Stone. S texty Martin S. Briggse. Lincolns-Praeger Publishers, London. (113 fotografií Josefa Sudka. Shodné s druhým vydáním knihy Pražský hrad).
- 1947 Novák, Arne: Baroque Prague. František Borový, Praha. (2. angl. vyd., 4. české vyd. obsahuje 31 fotografií Josefa Sudka.)
- 1948 Wenig, Adolf, Sudek Josef: Náš Hrad. Praha. (2. vyd. Wenigova textu s 48 fotografiemi Josefa Sudka.)
- 1948 Sudek, Josef: Praha. Předmluva Arnošta Klíma. Text Vítězslav Nezval. Grafická úprava a obálka František Muzika. Svoboda, Praha. (128 fotografií Josefa Sudka).
- 1949 Toulky hudební Prahou. Orbis, Praha. (32 fotografií Josefa Sudka a dalších).
- 1956 Josef Sudek, Fotografie. Vybral a sestavil Josef Sudek. Text Lubomír Linhart a Jaroslav Seifert. SNKLHU, Praha. (232 fotografií).
- 1958 Denkstein, Vladimír, Drobná, Zoroslava, Kybalová, Jana: Lapidarium Národního musea. SNKLHU, Praha. (176 fotografií autora).
- 1958 Masaryková, Anna. Josef Mařatka. Obálka a vazba Vladimír Fuka. SNKLHU, Praha. (128 fotografií, 27 reprodukcí a 24 dokumentárních fotografií Josefa Sudka.)
- 1959 Sudek, Josef: Praha panoramatická. S básní Jaroslava Seiferta. Úprava a obálka Otto Rothmayer. SNKLHU, Praha. (284 panoramatických fotografií).
- 1959 Centrotex 1960. Centrotex, Praha. (Kalendář 14 panoramatických fotografií Josefa Sudka.)
- 1961 Pražské ateliéry. Nakladatelství SČVU, Praha. (10 fotografií Josefa Sudka.)
- 1961 Sudek, Josef; Poche, Emanuel: Karlův most ve fotografii. Úvodní básně Jaroslav Seifert. SNKLHU, Praha. (160 fotografií Josefa Sudka).
- 1962 Josef Sudek. Úvod Jan Řezáč. Orbis, Praha. Edice Profily (12 pohlednic).
- 1963 Strnadel, Josef: Vyhnal jsem ovečky až na Javorníček… SPN, Praha. (22 fotografií J. S.)
- 1964 Sudek. Text Jan Řezáč. Výběr fotografií Jan Řezáč a Josef Prošek. Artia, Praha. (Text něm., angl. a fran., 95 fotografií J. S.).
- 1964 Berka, Čestmír: Emil Filla, Krajina českého Středohoří. SNKLHU, Praha. (5 fotografií J. S.)
- 1966 Durbaba, Oldřich, Budík, Jan. Hudební výchova. SPN, Praha. (Polsky vyd. Wychowanie Muzyczne, 1970).
- 1967 Bartovský, Václav: Bedřich Vaníček. Sedm úvah. Odeon, Praha. (reprodukce a fotografie J. S.)
- 1969 Sudek, Josef. Mostecko – Humboldtka. Text Emil Juliš a Dalibor Kozel. Dialog, Most. (11 panoramatických pohlednic.)
- 1971 Sudek, Josef: Janáček – Hukvaldy. Texty L. Janáčka, vybral Jaroslav Šeda. Supraphon, Praha. (Česky, něm. a angl., 124 fotografií).
- 1976 Josef Sudek. Předmluva Petr Tausk. Pressfoto, Praha. Edice světové fotografie Díl. 1. (13 fotografií).

## Posmrtná vydání
- 1978 Bullaty, Sonja: Sudek. Předmluva Anna Fárová. Clarkson N. Potter, New York. (2. vyd. 1986, 76 fotografií).
- 1980 Josef Sudek. Profily z prací mistrů československé fotografie 1. Text Petr Tausk, vybrali Josef Prošek, Petr Zora a Petr Tausk. Panorama, Praha. (18 fotografií).
- 1981 Nezval, Vítězslav: Pražský chodec. Fotografoval Josef Sudek. Doslov Jan Řezáč. Československý spisovatel, Praha. (32 fotografií).
- 1982 Kirsschner, Zdeněk. Josef Sudek, Výběr fotografií z celoživotního díla. Panorama, Praha. Edice Fotografie – osobnosti. (2. vyd. 1986, 157 fotografií).
- 1982 Josef Sudek – 10 Photographs 1940—1972. Vyd. Rudolf Kicken Gallery, Kolín n. R. Výběr a předmluva Anna Fárová. (Vyd. autorizováno Boženou Sudkovou a Annou Fárovou, 75 portfolií, v každém 10 nových otisků původních negativů.)
- 1982 Mrázková, Daniela; Remeš, Vladimír: Josef Sudek. Fotokino, Lipsko. (91 fotografií).
- 1982–1986 Josef Sudek, Cykly fotografií. Kurátor Zdeněk Kirschner. 5 výstav a katalogů v letech 1982-86 na zámku Kozel
- 1983 Fárová, Anna: Josef Sudek. Edition I Grandi fotografi. Fabbri, Milano. (57 fotografií.)
- 1984 Nezval, Vítězslav Der Prager Spaziergänger. Volk und Welt, Berlín. (11 fotografií).
- 1985 Porter, Allan: Josef Sudek. Photothek. U. Baer, Zürich.
- 1990 Fárová, Anna: Josef Sudek, Poet of Prague. Aperture, New York. (Souběžné vyd. s nakl. Nathan - Francie, Murray - V. Británie, SGM Sigma Union - USA, Motta - Itálie).
- 1990 Fárová, Anna: Josef Sudek. Edition Photo Poche, Díl. 44, Centre Nationale de la Photographie, Paříž.
- 1992 Sudek, Josef: Praha panoramatická. S básní Jaroslava Seiferta. Doslov a autorův životopis Zdeněk Kirschner. Odeon, Praha. (284 panoramatických fotografií. 1. vyd. 1959, souběžné vyd. v angl., něm., fran., špan. a ital. jazyce.)
- 1993 Kirschner, Zdeněk: Josef Sudek. Takjima Books, New York.
- 1994 Fárová, Anna: Josef Sudek. Les tirages pigmentaires 1947-54. Manfred Heiting, Cinubia Los Angeles. (Angl. vyd.: Josef Sudek. The Pigment Prints 1947-54. Něm. vyd.: Josef Sudek. Die Pigmentdrucke 1947-54, 73 fotografií.)
- 1994 Řezáč, Jan: Josef Sudek. Slovník místo paměti. Artfoto, Praha. (37 fotografií a textů Josefa Sudka).
- 1995 Fárová, Anna: Josef Sudek. Torst, Praha.
- 1996 Mrázková, Daniela; Remeš, Vladimír: A hudba hraje… Josef Sudek očima fotografů.. Praha.
- 1996 Boček, Jaroslav: Josef Sudek. Břeclav.
- 1996 Josef Sudek. Bibliofilie, Praha. (Album 18 fotografií.)
- 1998 Fárová, Anna: Josef Sudek. Kehayoff, München. (Něm. a angl. vyd.)